# Orquestra Gulbenkian
Das Orquestra Gulbenkian ist ein Orchester in Lissabon, Portugal.

## Geschichte
Das Orchester wurde 1962 von der in Lissabon ansässigen Kulturstiftung Fundação Gulbenkian gegründet. Zu seinen Chefdirigenten und Musikdirektoren zählten Gianfranco Rivoli, Werner Andreas Albert, Claudio Scimone und Tang Muhai.
Aufzeichnungen wurden häufig auch von Michel Corboz eingespielt, der von 1969 bis 2019 Chefdirigent des angegliederten Chores war.
Von 2002 bis 2013 war Lawrence Foster als Musikdirektor und Chefdirigent des Orchesters tätig, von 2013 bis 2016 Paul McCreesh. Nach einem Jahr als kommissarischer Chefdirigent war Lorenzo Viotti von 2018 bis 2021 Chefdirigent des Orchesters.

## Aufnahmen
- Giacomo Puccini – Madama Butterfly. Melody Moore (Butterfly), Stefano Secco (Pinkerton), Elisabeth Kulman (Suzuki), Lester Lynch (Sharpless), Coro & Orquestra Gulbenkian, Lawrence Foster. Pentatone (Label) PTC 5186783 (2021)
- Vasco Mendonça: Step Right Up, Orquestra Gulbenkian, Leitung Benjamin Shwartz; Naxos (2019)
- Giuseppe Verdi – Otello. Nikolai Schukoff, Melody Moore, Lester Lynch, Kevin Short, Lawrence Foster, Gulbenkian Orchestra. Pentatone (Label) PTC 5186562 (2017)
- Gordon Getty – Usher House. Etienne Dupuis, Phillip Ens, Lisa Delan, Christian Elsner, Lawrence Foster, Benedict Cumberbatch, Gulbenkian Orchestra. Pentatone (Label) PTC 5186451 (2013)
- Max Bruch, Erich Wolfgang Korngold – Violin Concertos & Ernest Chausson – Poème. Arabella Steinbacher, Lawrence Foster, Gulbenkian Orchestra. Pentatone (Label) PTC 5186503 (2013)
- Sergei Rachmaninov & Edvard Grieg – Piano Concertos. Sa Chen, Lawrence Foster, Gulbenkian Orchestra. Pentatone (Label) PTC 5186444 (2011)
- Zoltán Kodály, Béla Bartók & György Ligeti – Orchestral Works. Lawrence Foster, Mihaela Costea, Esther Georgie, Cyril Dupuy, Jonathan Luxton, Kenneth Best, Gulbenkian Orchestra.
- Antonio Salieri – Requiem in C minor, Ludwig van Beethoven – Meeresstille und Glückliche Fahrt, Franz Schubert – Intende voci. Lawrence Foster, Coro Gulbenkian, Gulbenkian Orchestra. Pentatone (Label) PTC 5186359 (2010).
- Frédéric Chopin – The 2 Piano Concertos. Sa Chen, Lawrence Foster, Gulbenkian Orchestra. Pentatone (Label) PTC 5186341 (2008)